# L'Hôpital
L'Hôpital (in tedesco Spittel) è un comune francese di 5 551 abitanti situato nel dipartimento della Mosella nella regione del Grand Est.

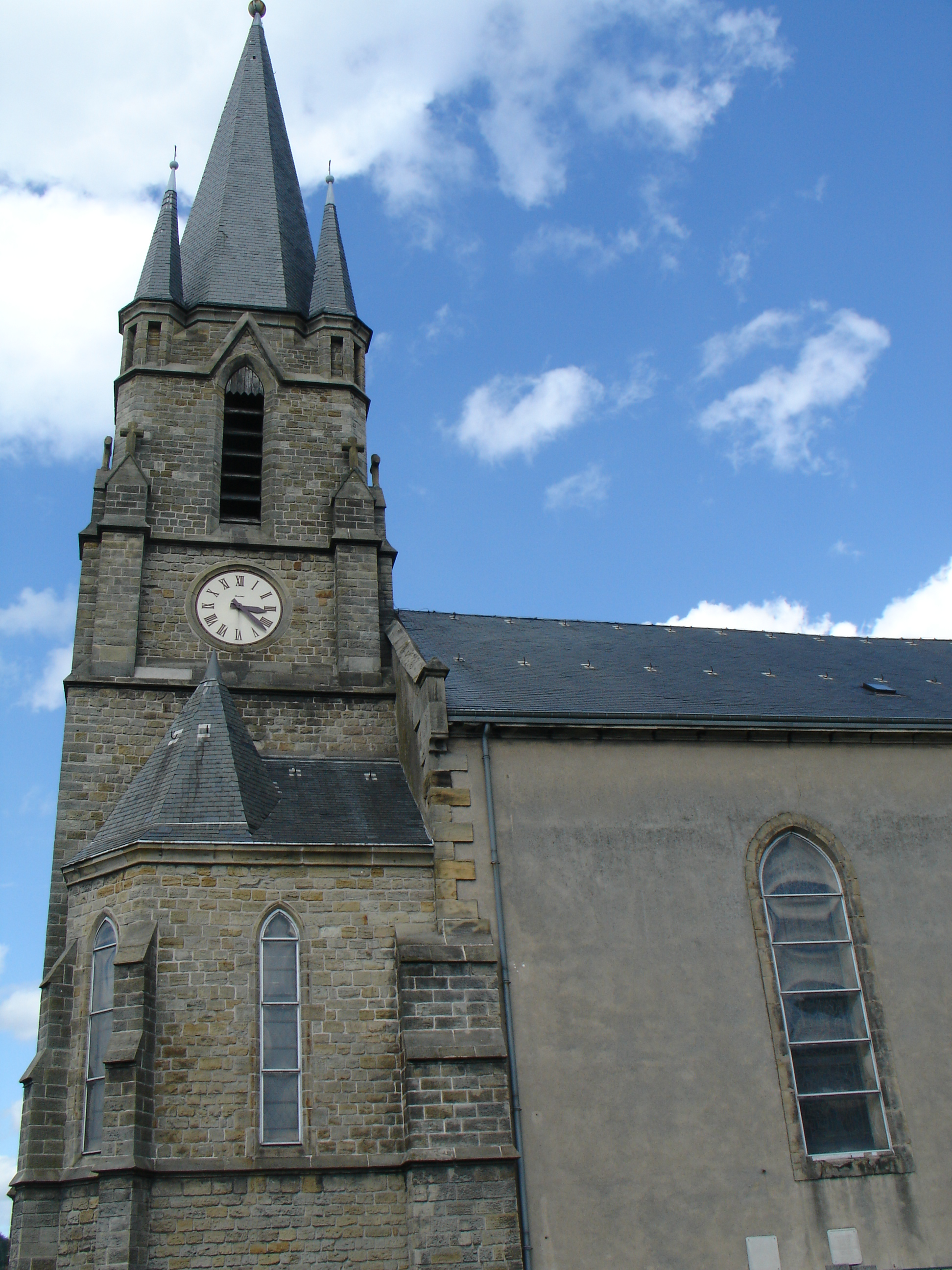
Chiesa di Saint-Nicolas

## Società

### Evoluzione demografica
Abitanti censiti

## Arboreto di L'Hôpital

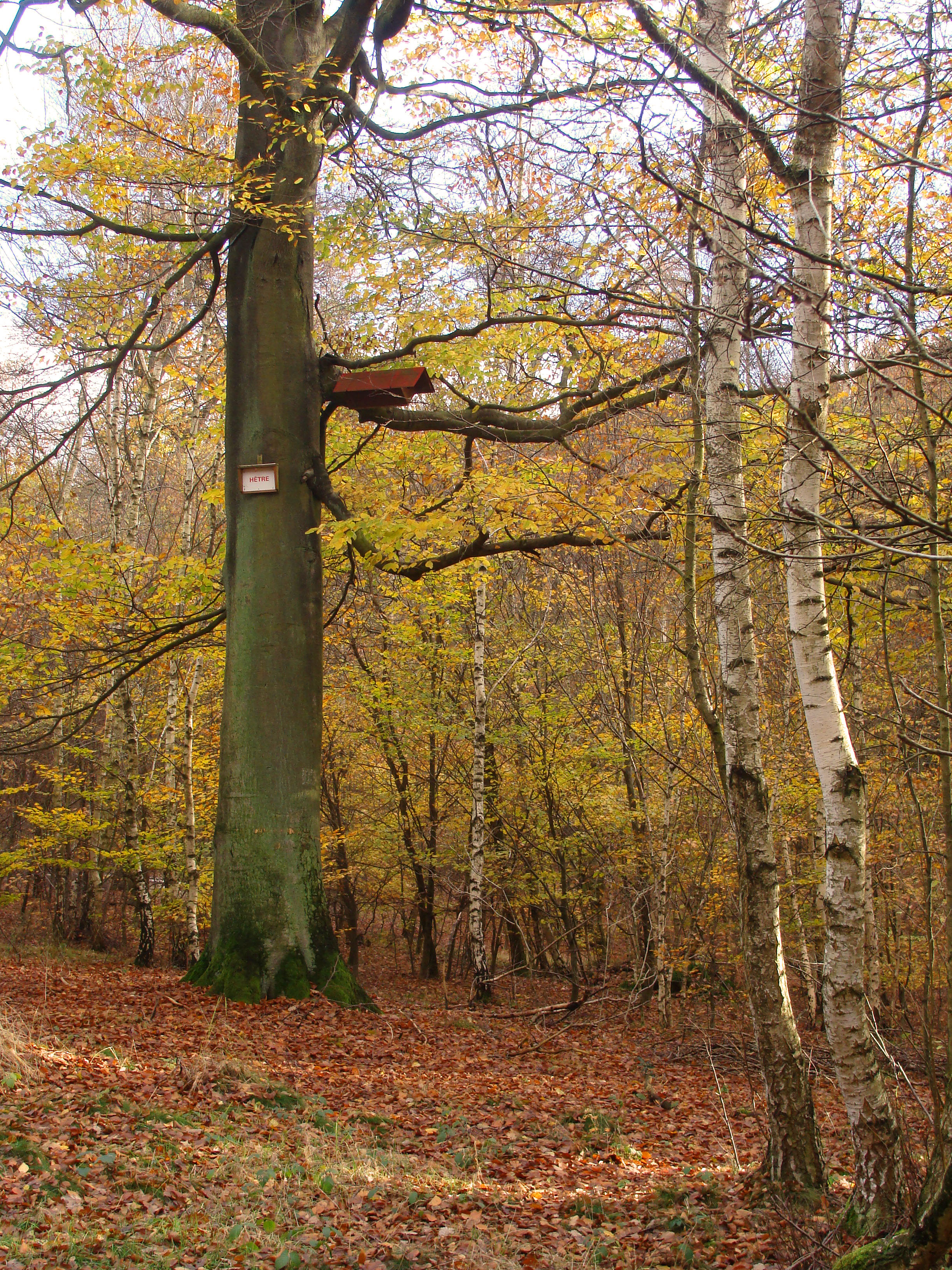
Arboreto di L'Hôpital

L'arboreto di L'Hôpital è un'area boschiva realizzata artificialmente per ricreare un habitat significativo per la tutela della biodiversità locale. Fondato nel 1967 da Georges Meisse dell'Corpo Forestale, sorge su un suolo siliceo. Presso l'arboreto, si trova la Quercia delle Streghe (Quercus robur L.) situata nella foresta di Zang. Il possente albero vanta una età approssimativa di 900 anni. 
L'attuale arboreto presenta un'area protettiva per gli uccelli gestita dall'associazione APON (Association Protectrice des Oiseaux et de la Nature) di L'Hôpital.

## La cava du Barrois
Era una gigante cava a cielo aperto di sabbia e di arenarie lunga di 4,5km e larga di 850m, oggi sito di interesse comunitario (SIC) classificato Natura 2000 per la protezione e la conservazione degli habitat e delle specie, animali e vegetali, identificati come prioritari dagli Stati membri dell'Unione europea. 

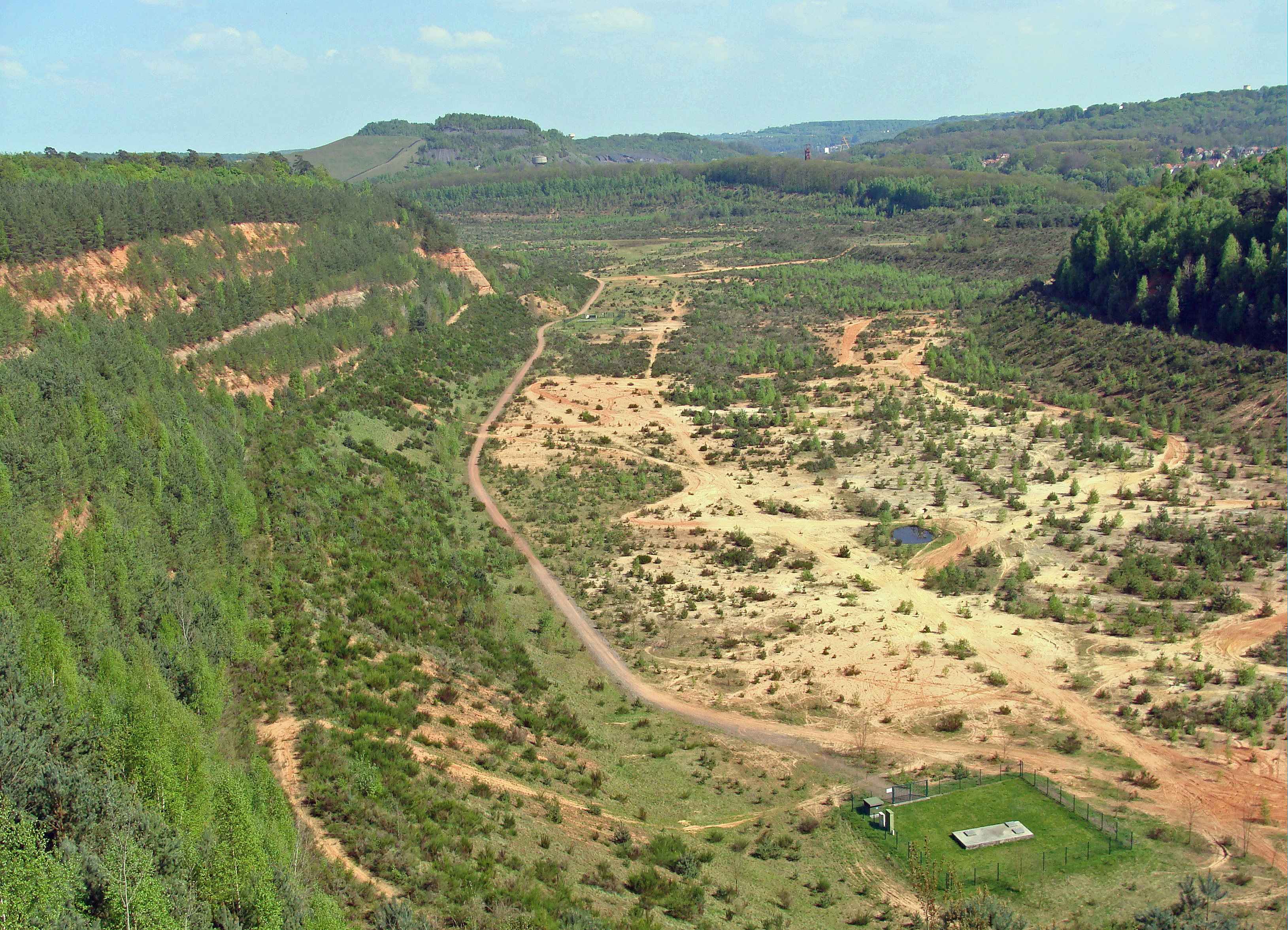
Cava du Barrois, belvedere di L'Hôpital
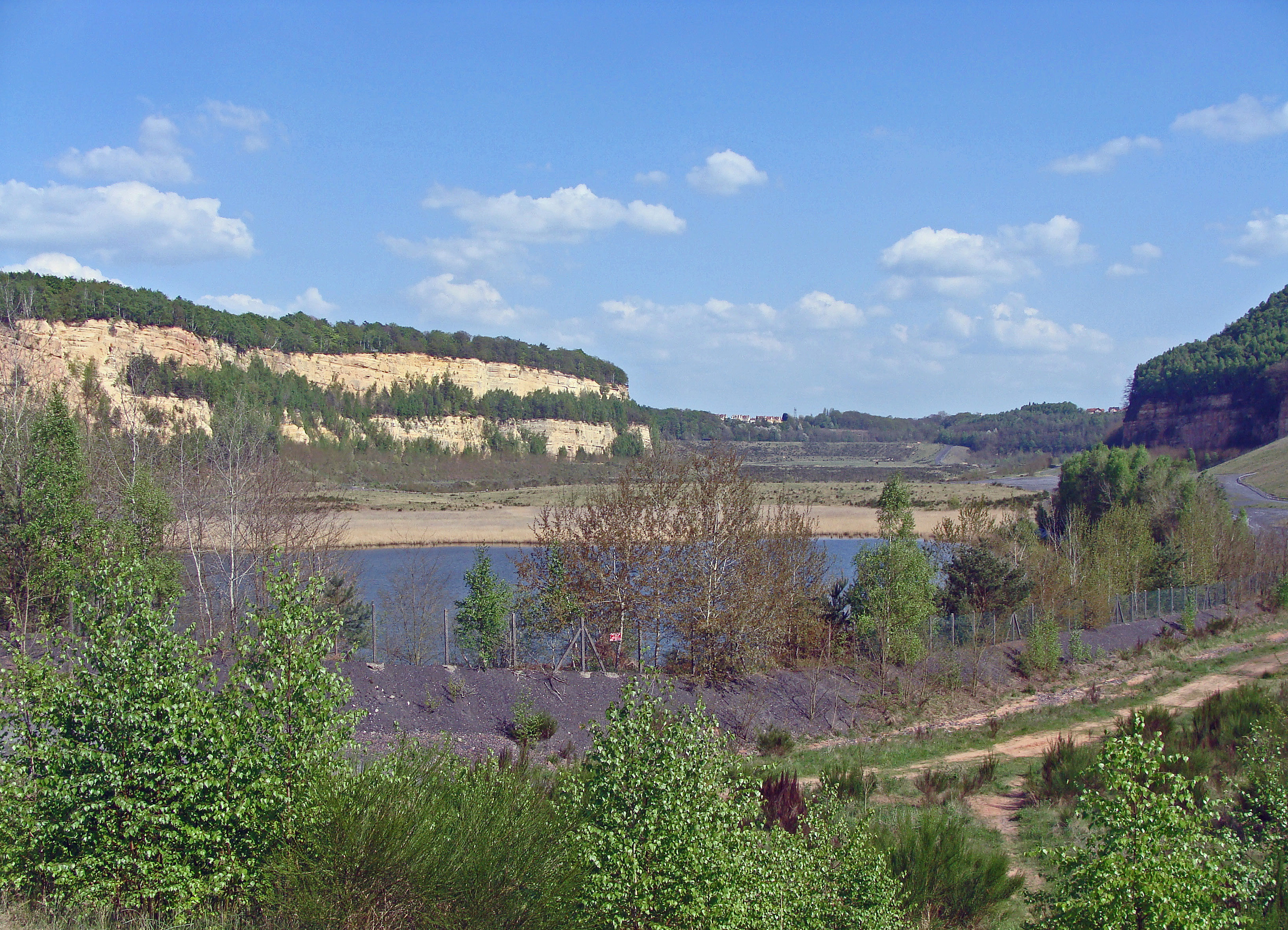
Cava du Barrois, laghetto
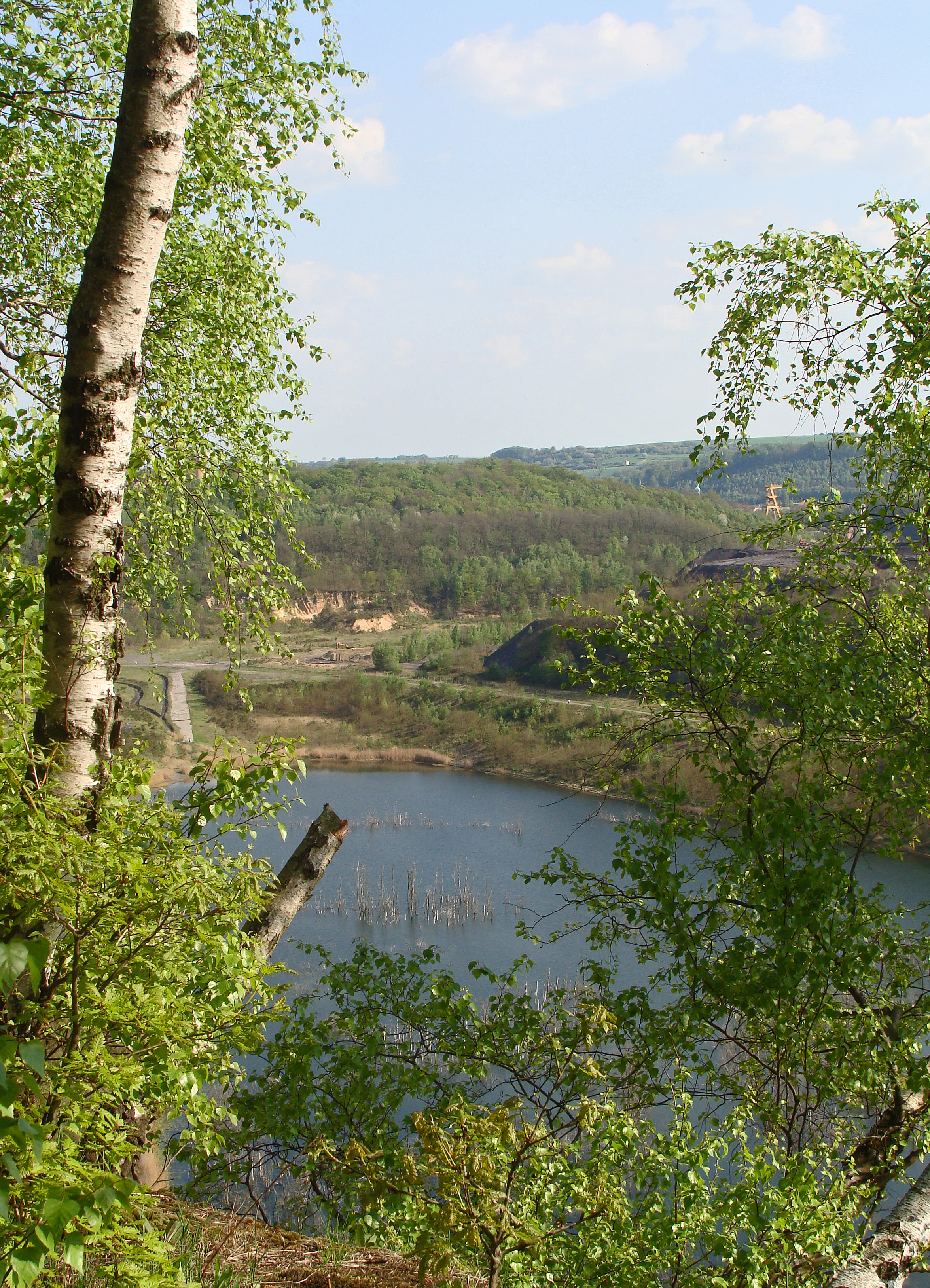
Cava du Barrois, veduta di Sainte-Fontaine
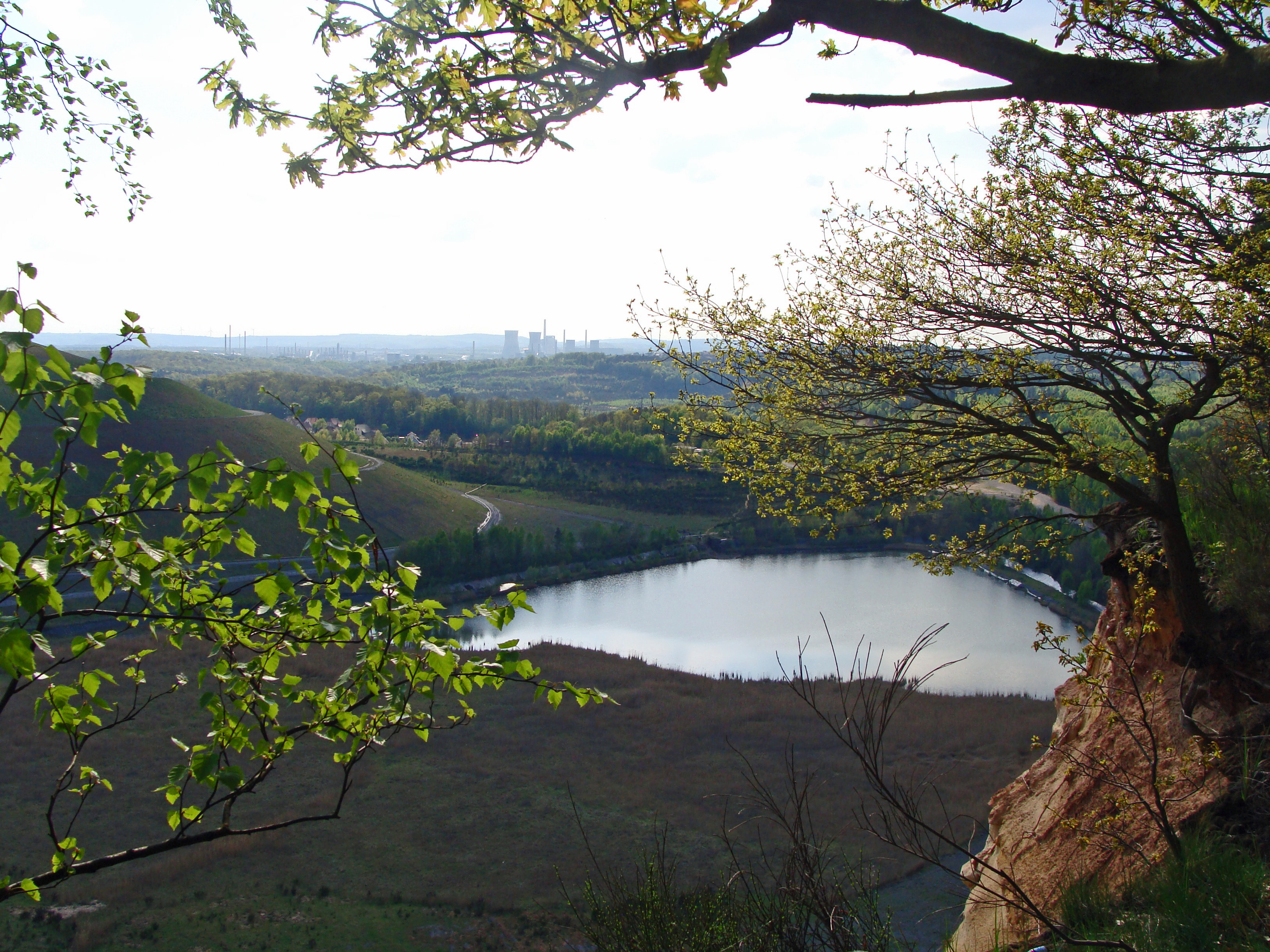
Cava du Barrois, veduta di Carling

## Le miniere di carbone
I pozzi (puits) di miniera:
- Puits 1 ou Puits Neuf

Inizio lavori: 1862.
Profondità: 522.50m.
Fine attività: 1971.
- Puits 2

Inizio lavori: 1862. 
Profondità: 615.80m.
Diametro (massimale): 5.00|m.

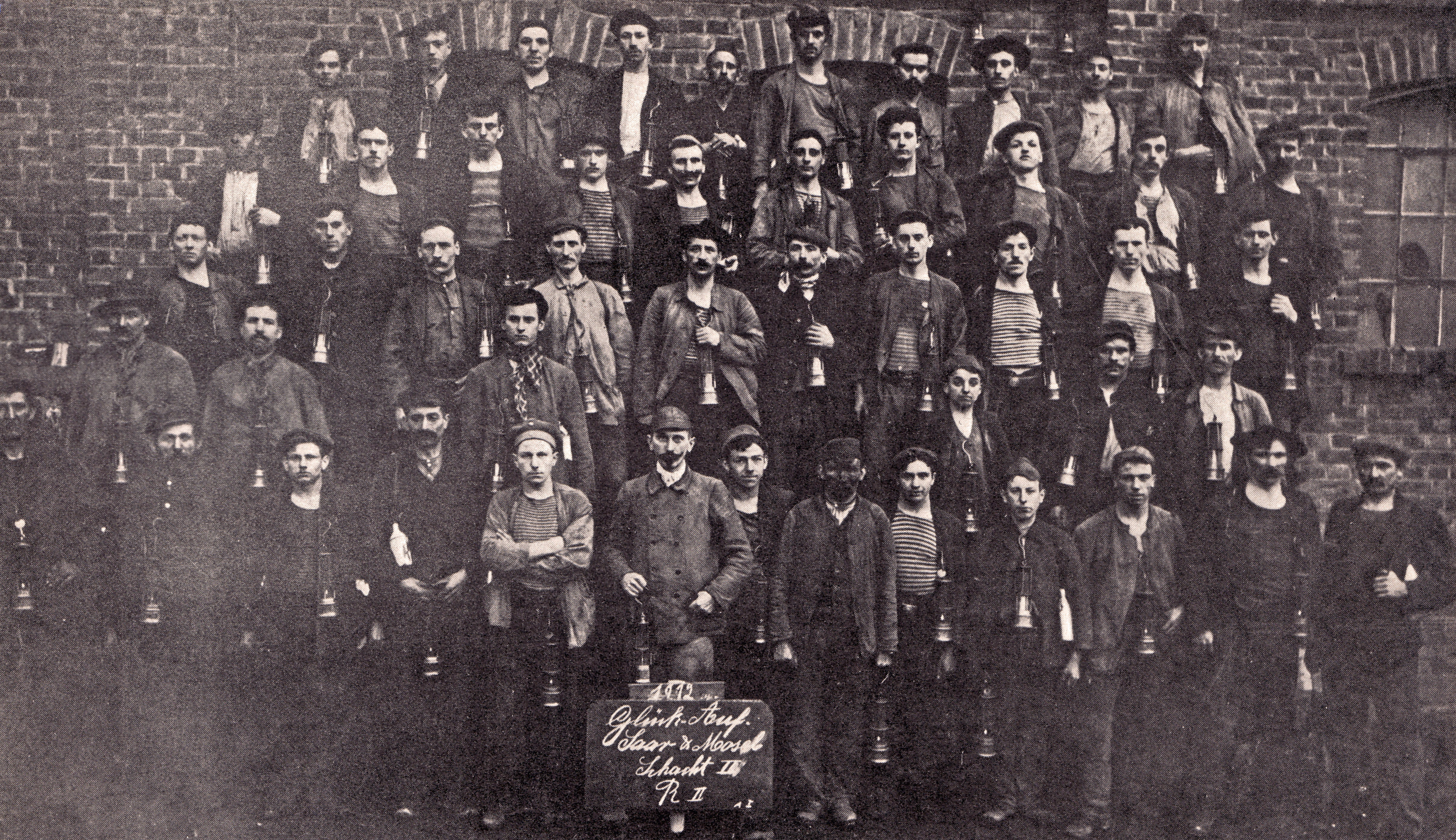
Minatori di L'Hôpital, Puits 2 (1912)

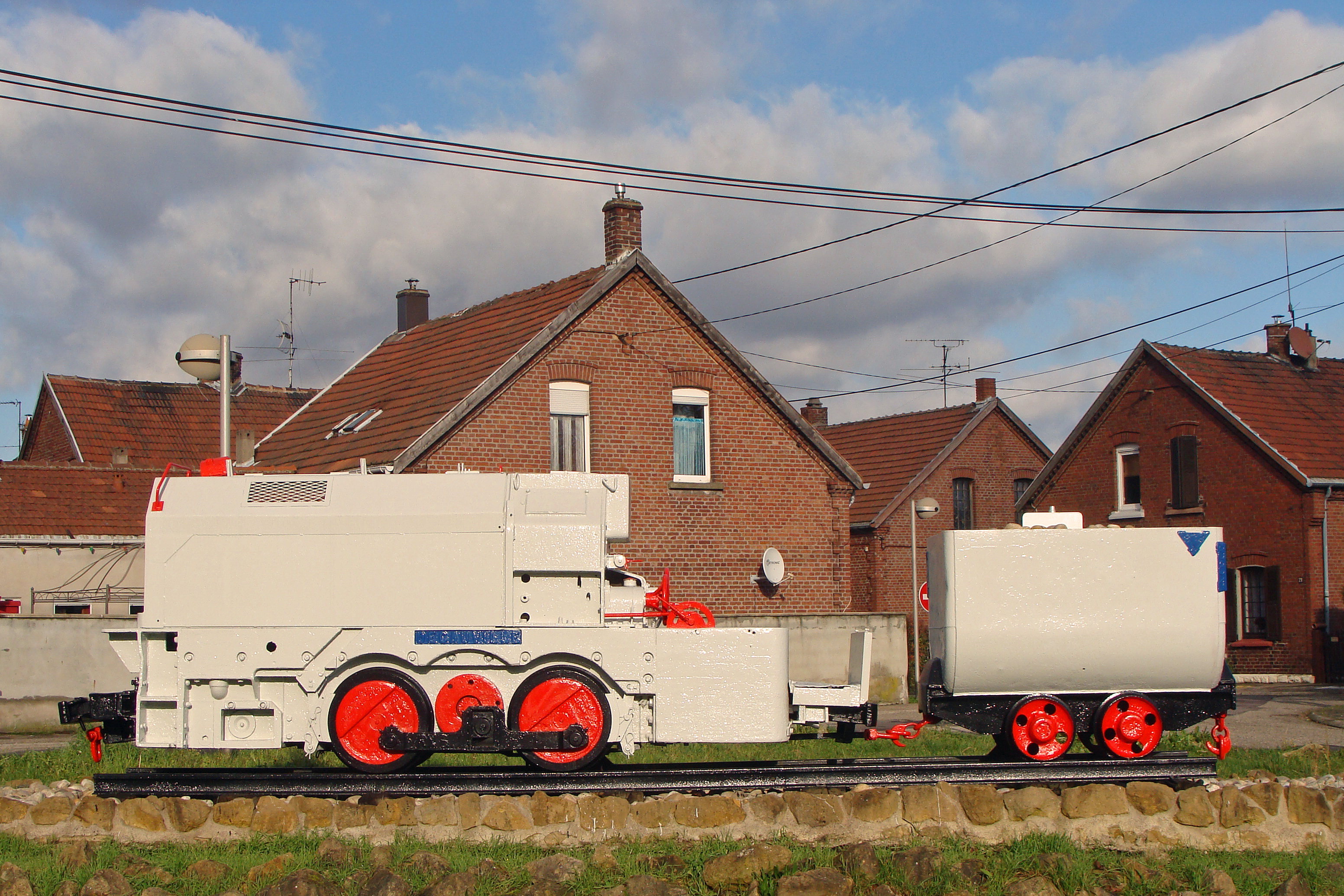
Piazza Puits 3

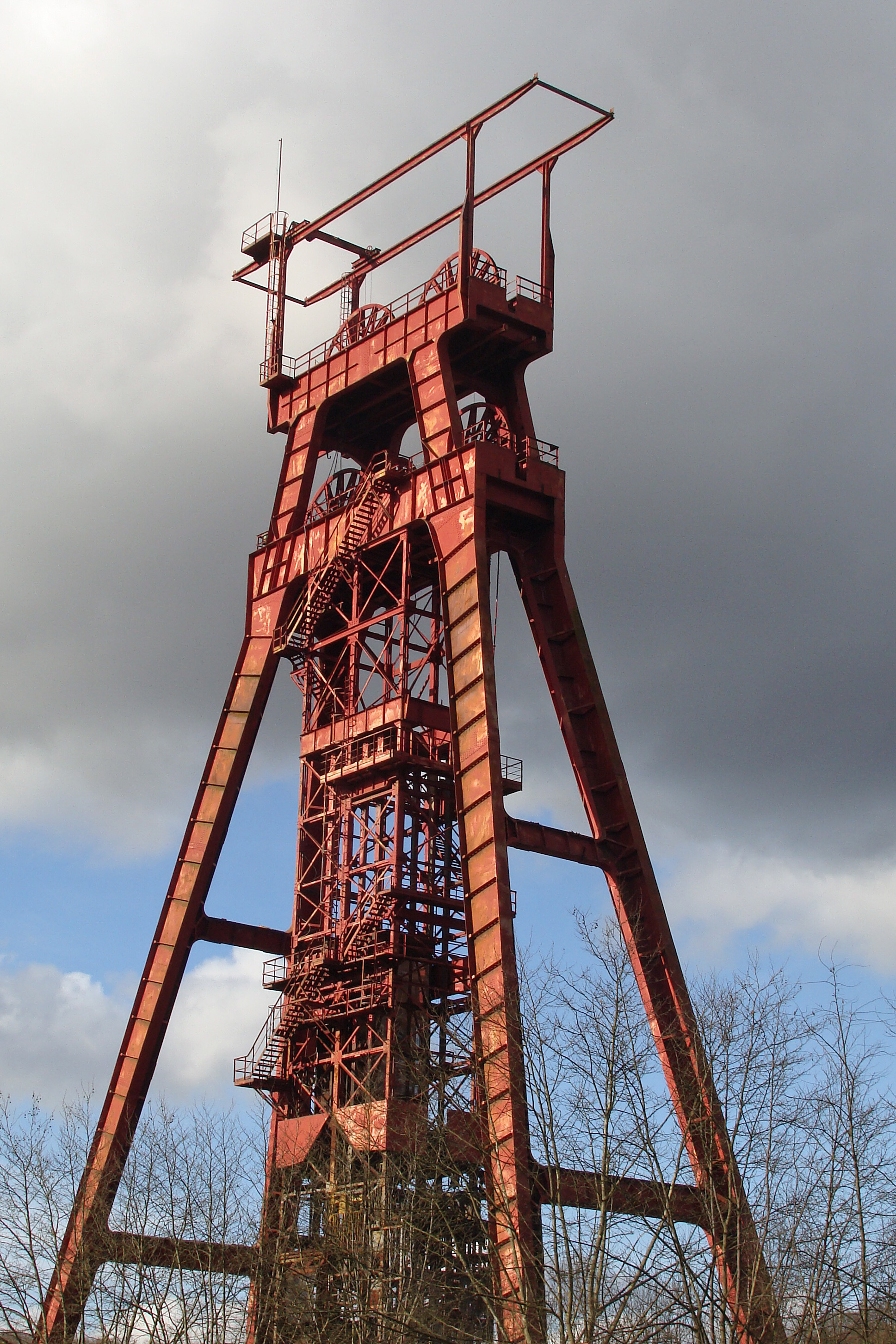
Pozzo di Sainte-Fontaine

Fine attività: 1918. Pozzo chiuso nell'1971.
- Puits 3

Inizio lavori : 1874
Profondità : 419.60m
Diametro (massimale): 2.60m
Fine attività: 1914. Pozzo chiuso nell'1979.
- Puits 4 o Puits 3bis

Inizio lavori: 1874.
Profondità : 180m.
Fine attività: 1879.
- Puits 6 o Puits Henriette

Inizio lavori: 1888.
Profondità: 716m.
Diametro (massimale): 3.65m.
Fine attività: 1914. Chiuso nell'1991.
- Puits 7

Inizio lavori: 1874
Profondità: 182.00m.
Diametro (massimale): 3.65m.
Fine attività: 1912.
- Puits Waldemar Müller o Puits de Sainte-Fontaine

Inizio lavori: 1908
Profondità: 1036.83m.
Diametro (massimale): 6.50m.
Fine attività: 1986.

## Amministrazione

### Gemellaggi
- Überherrn, dal 1968
- Camaiore, dal 2000

## Galleria d'immagini

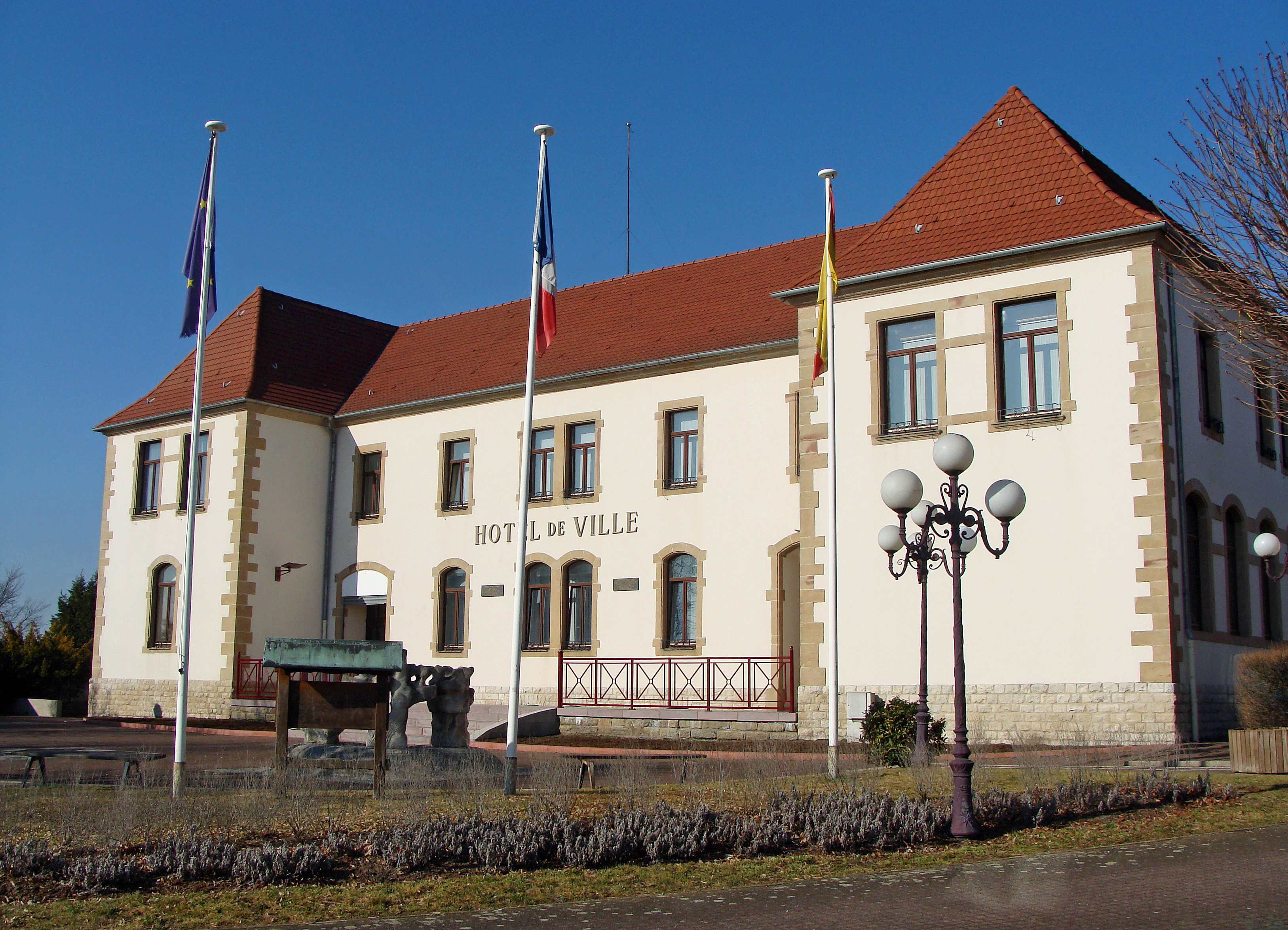
Municipio
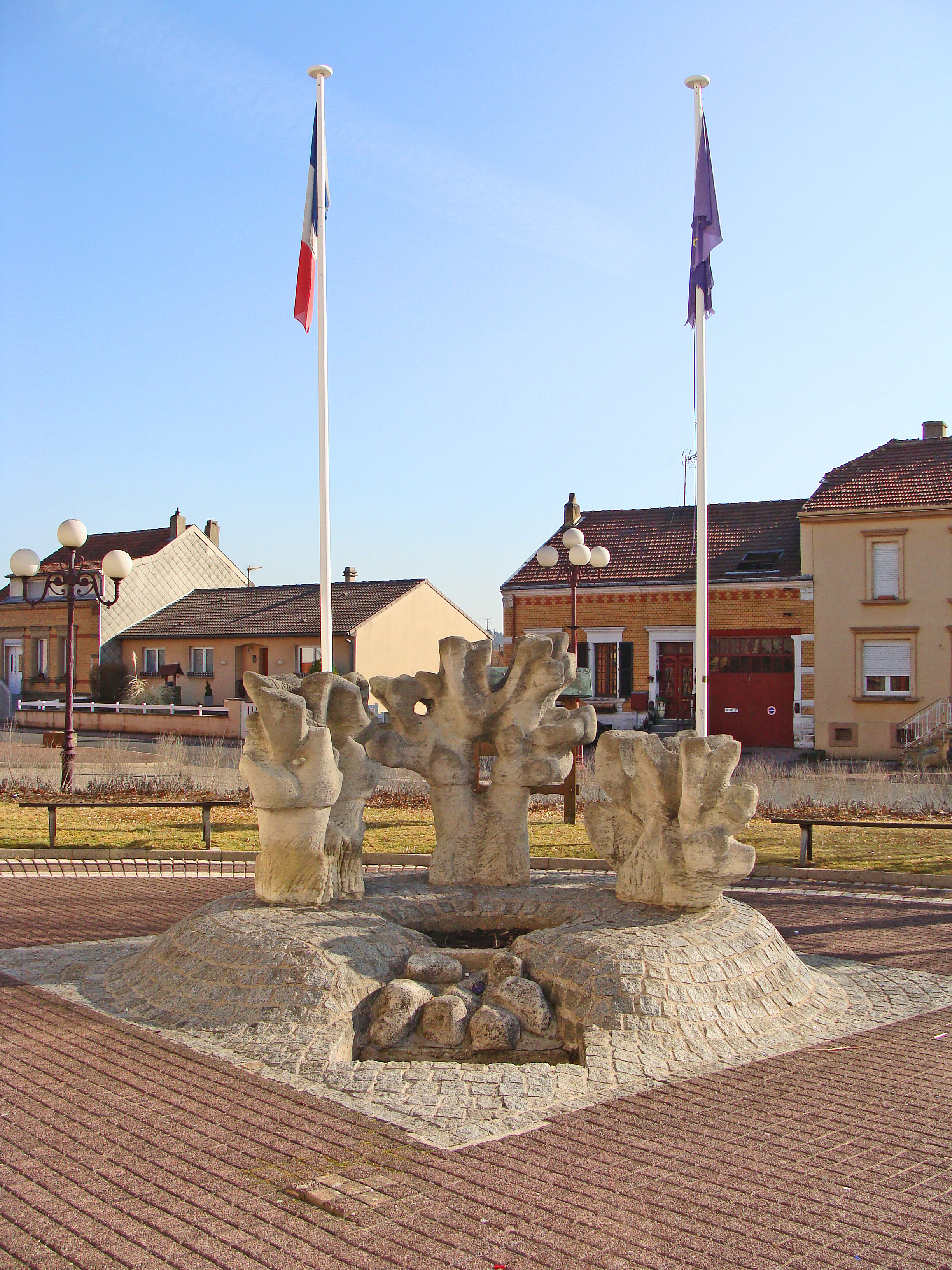
piazza Municipio
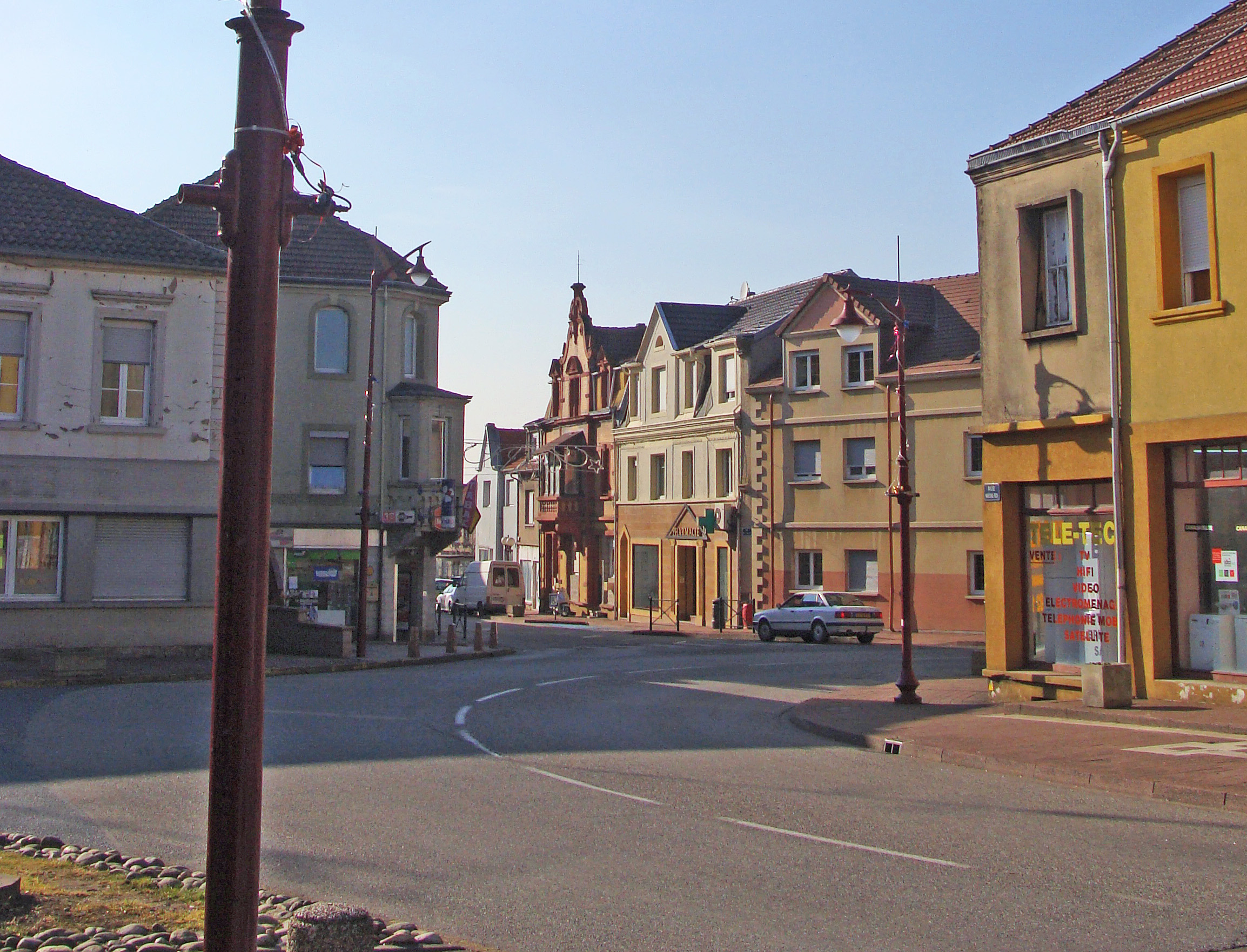
Piazza Alexandre Lofi
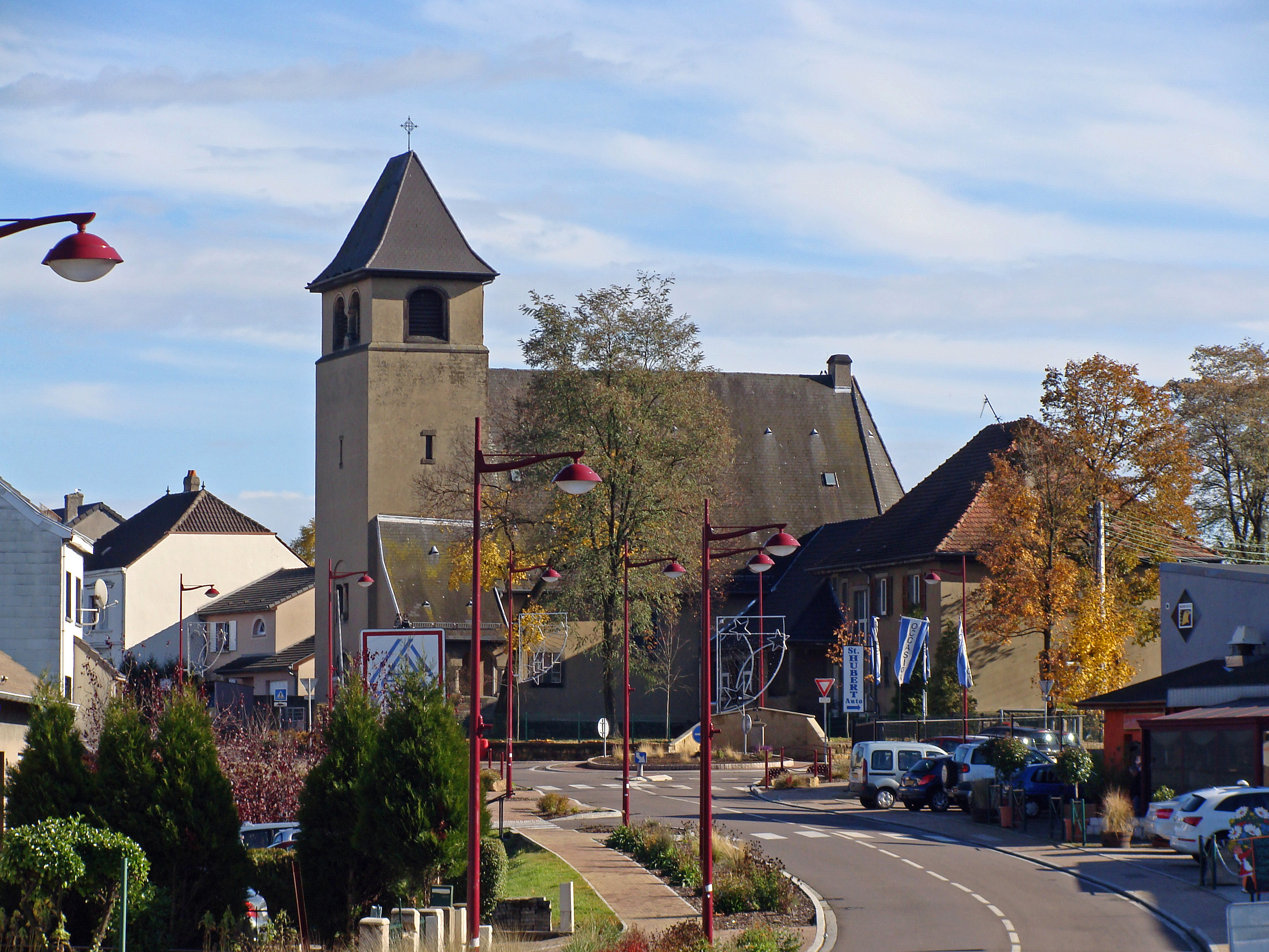
Chiesa evangelico-luterana
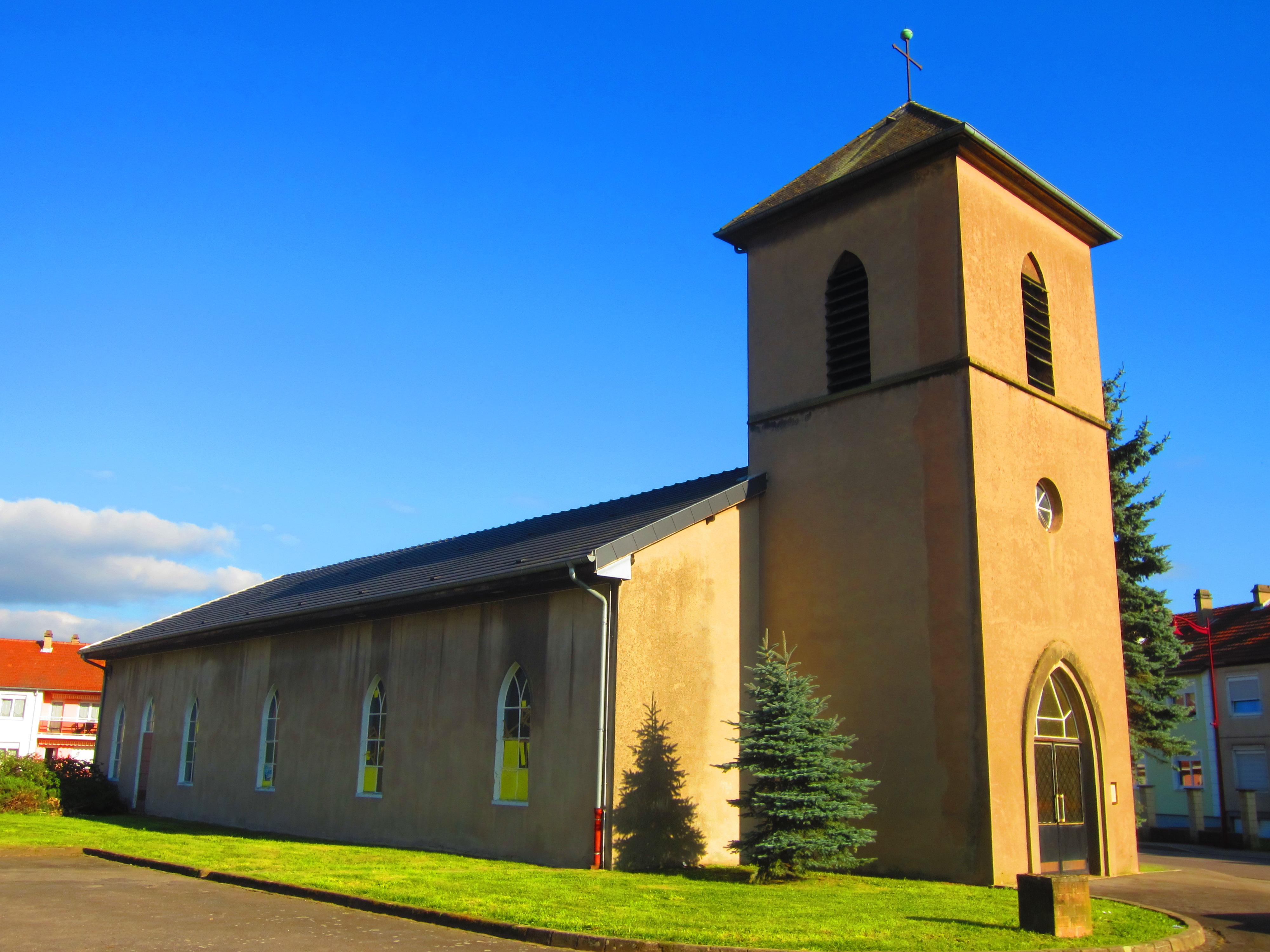
Chiesa cattolica Sainte-Thérèse
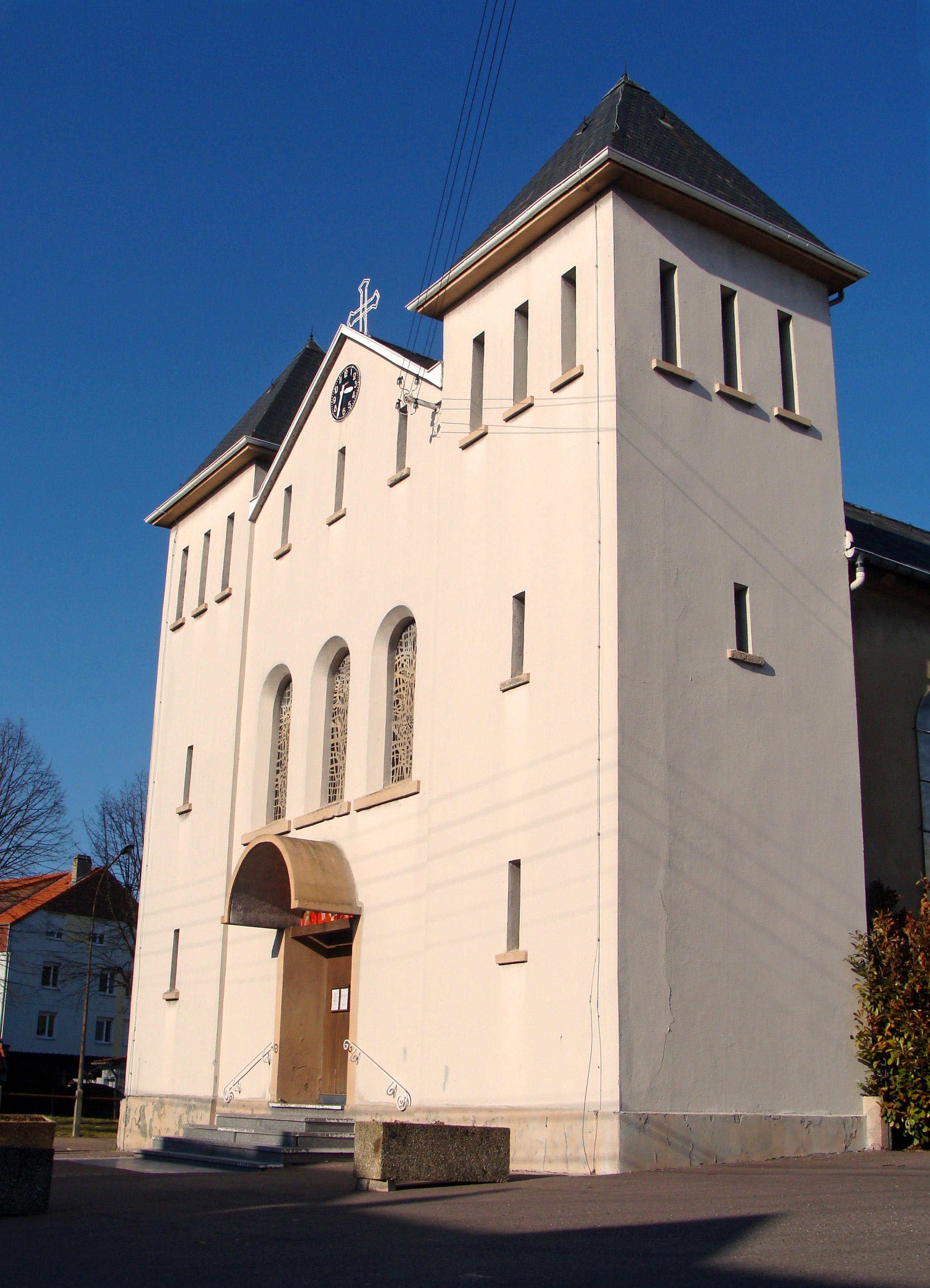
Chiesa cattolica Sainte-Barbe
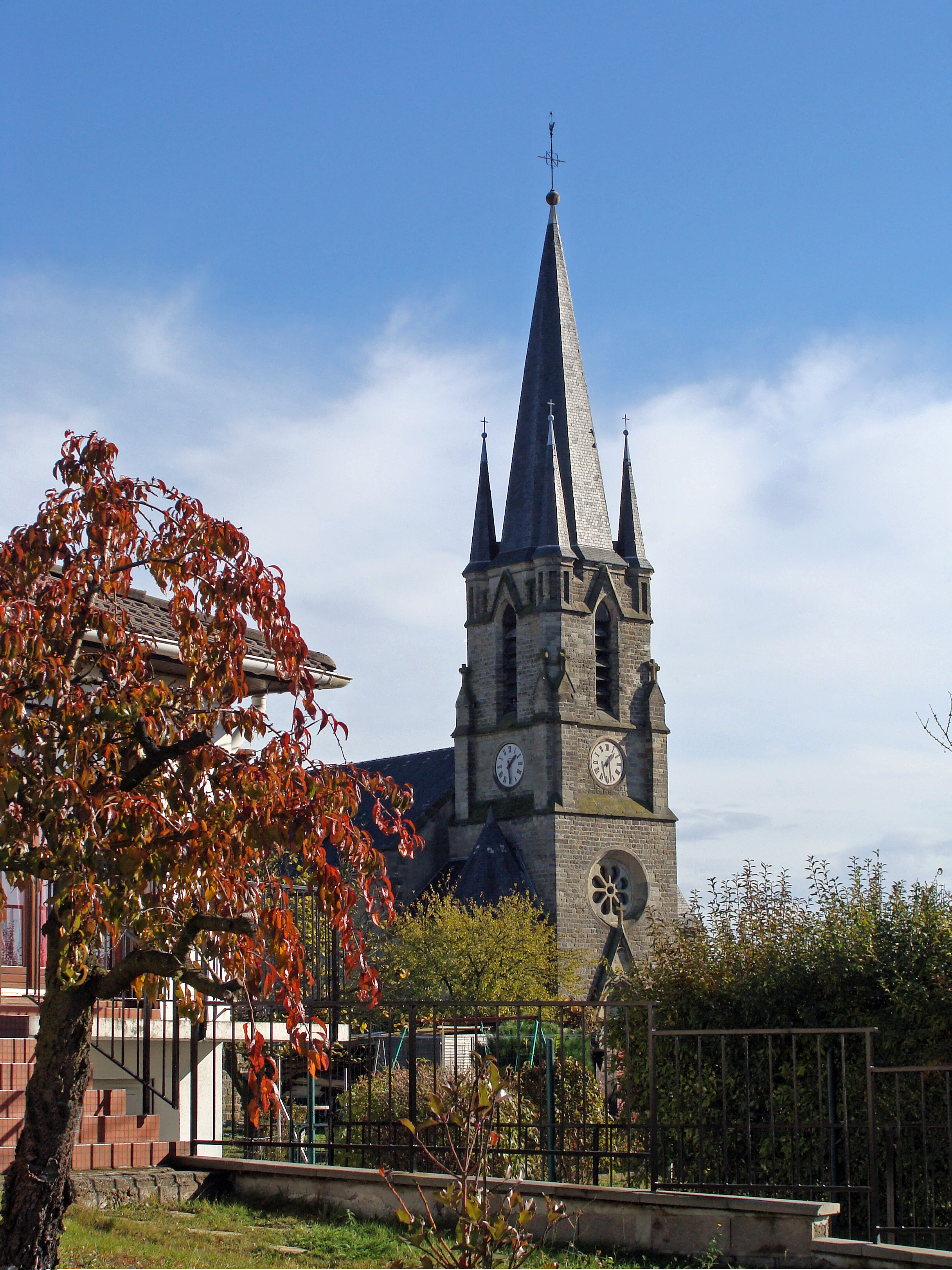
Chiesa cattolica Saint-Nicolas
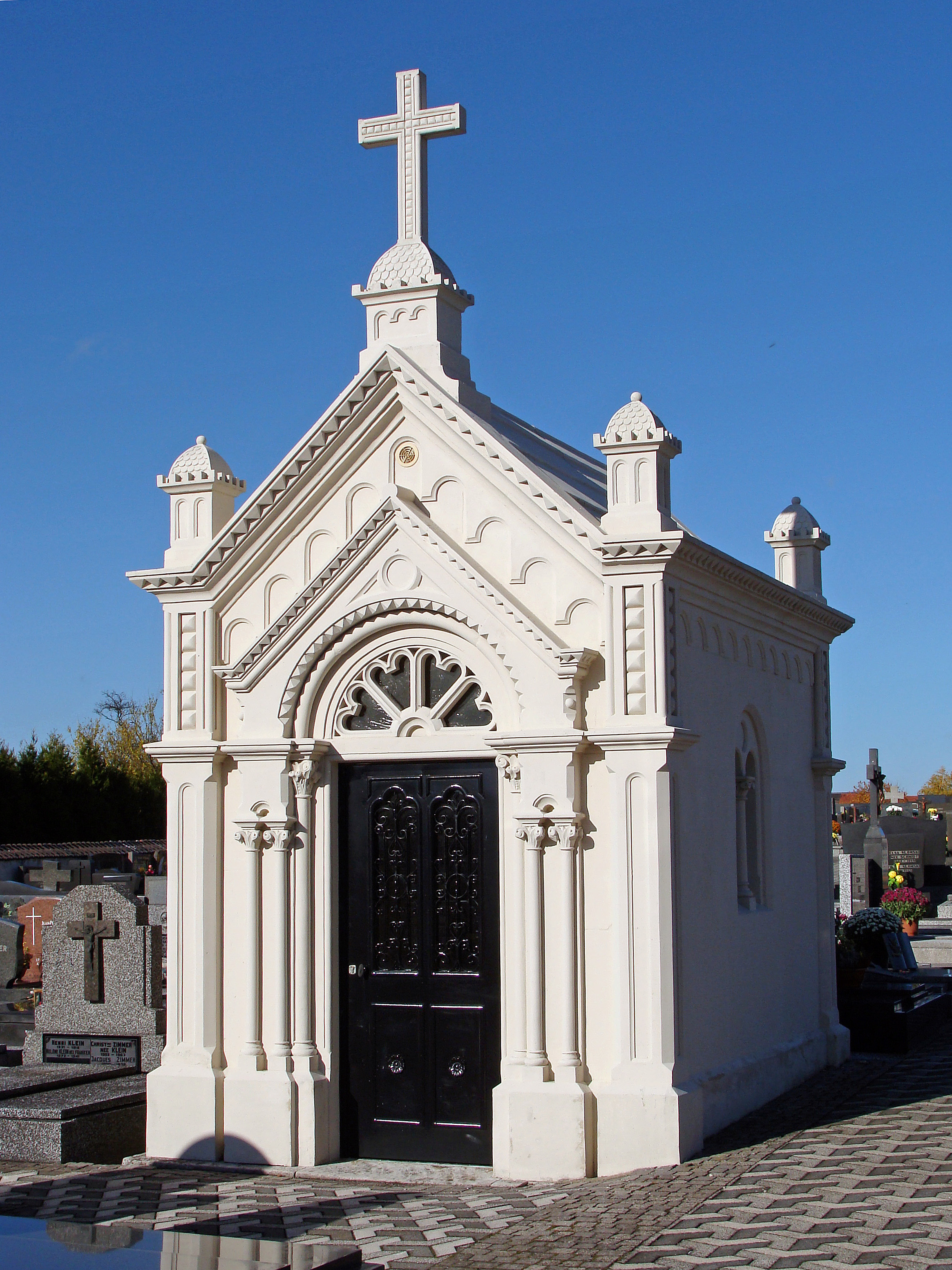
Cappella del cimitero
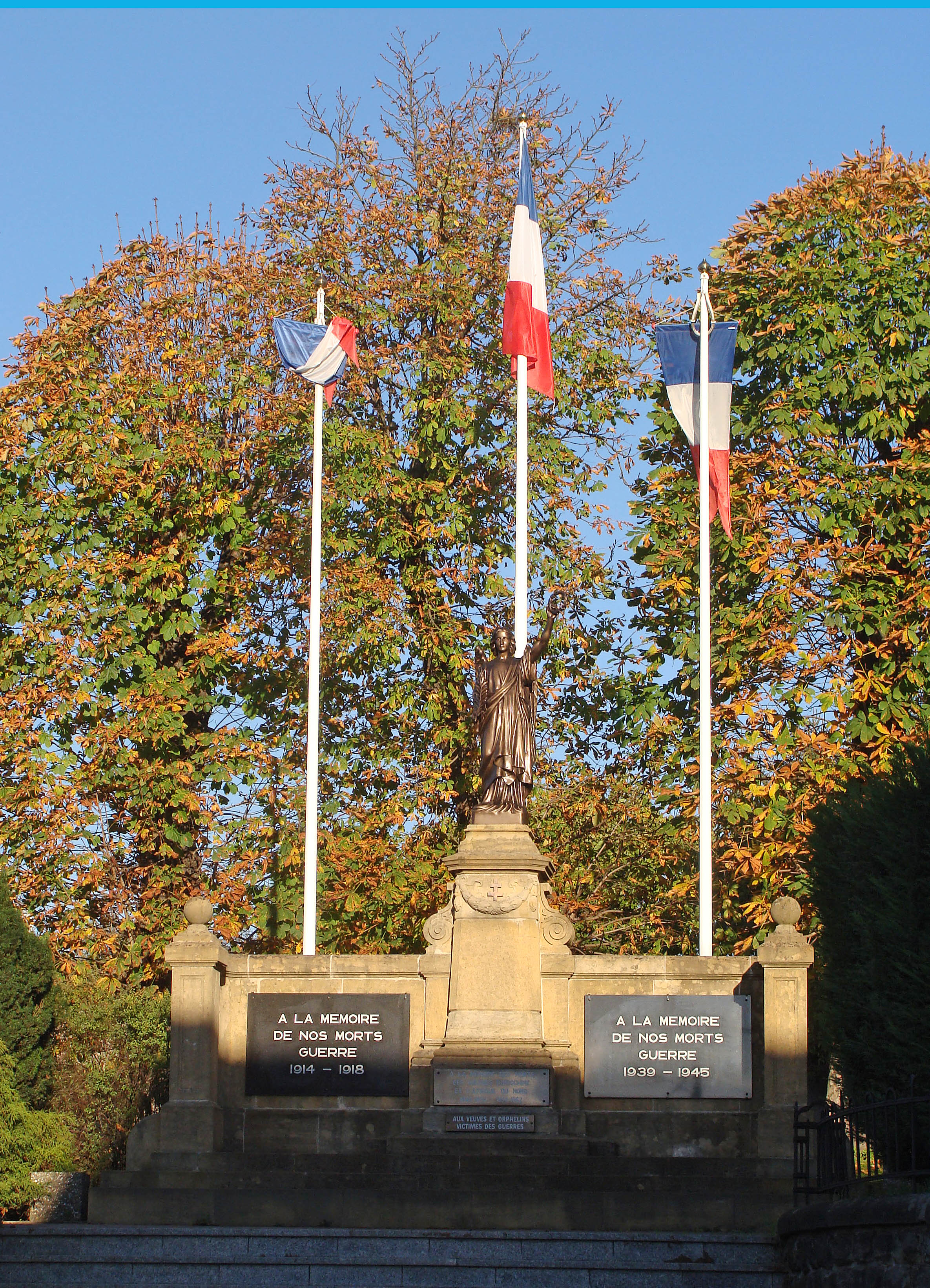
Monumento
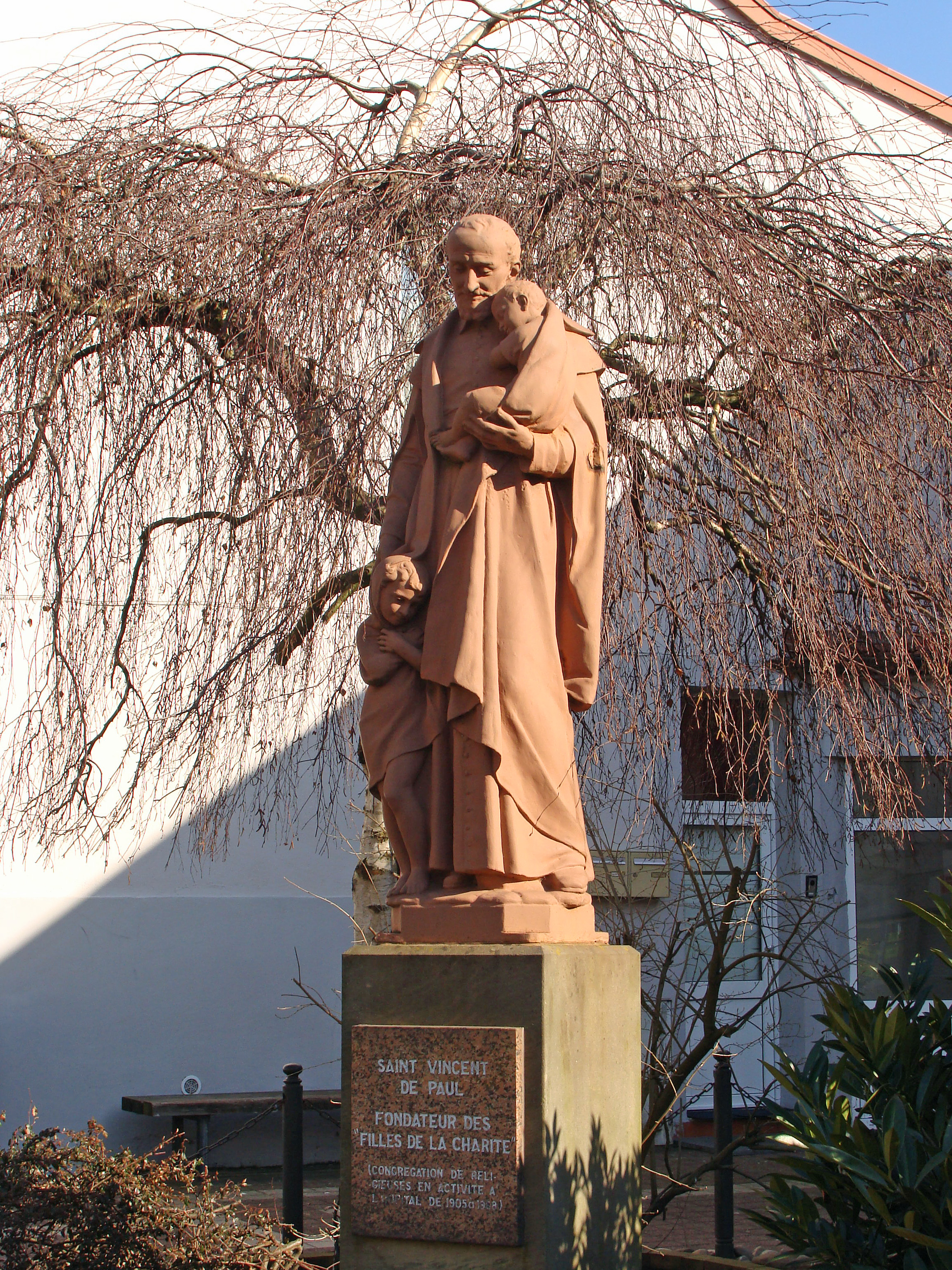
Statua, piazza Alexandre Lofi
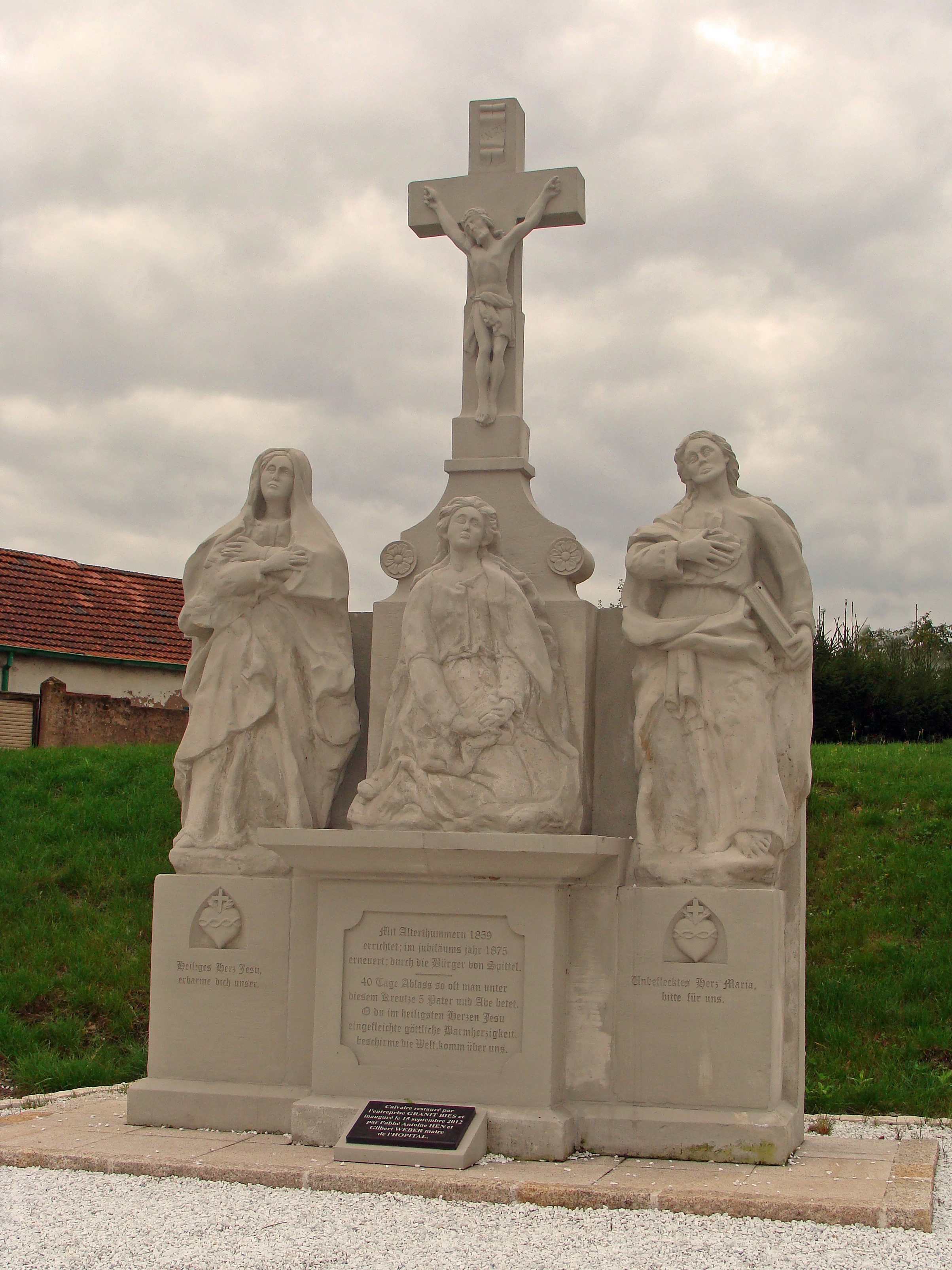
Calvario, rue de la Gare
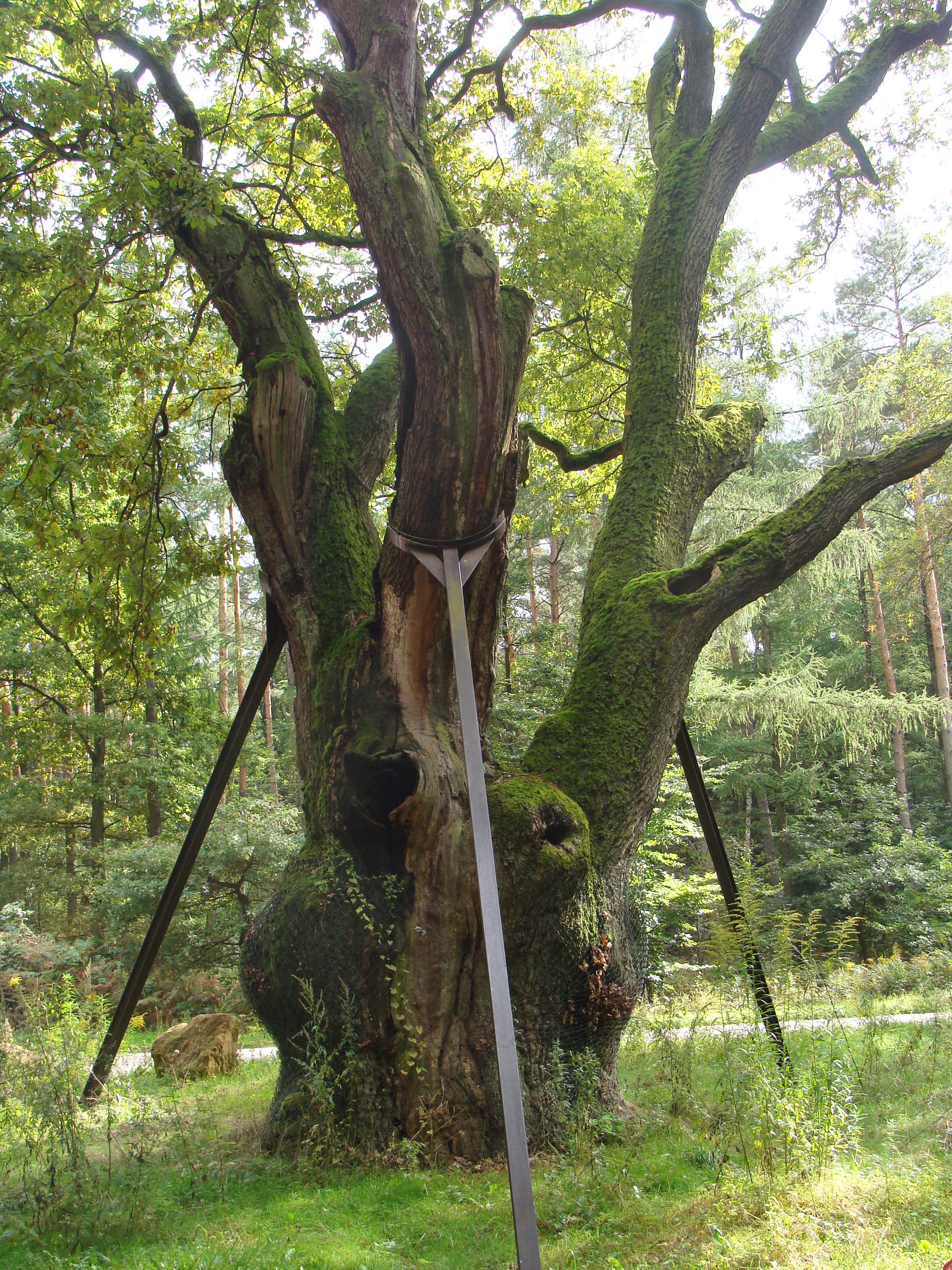
Quercia delle Streghe
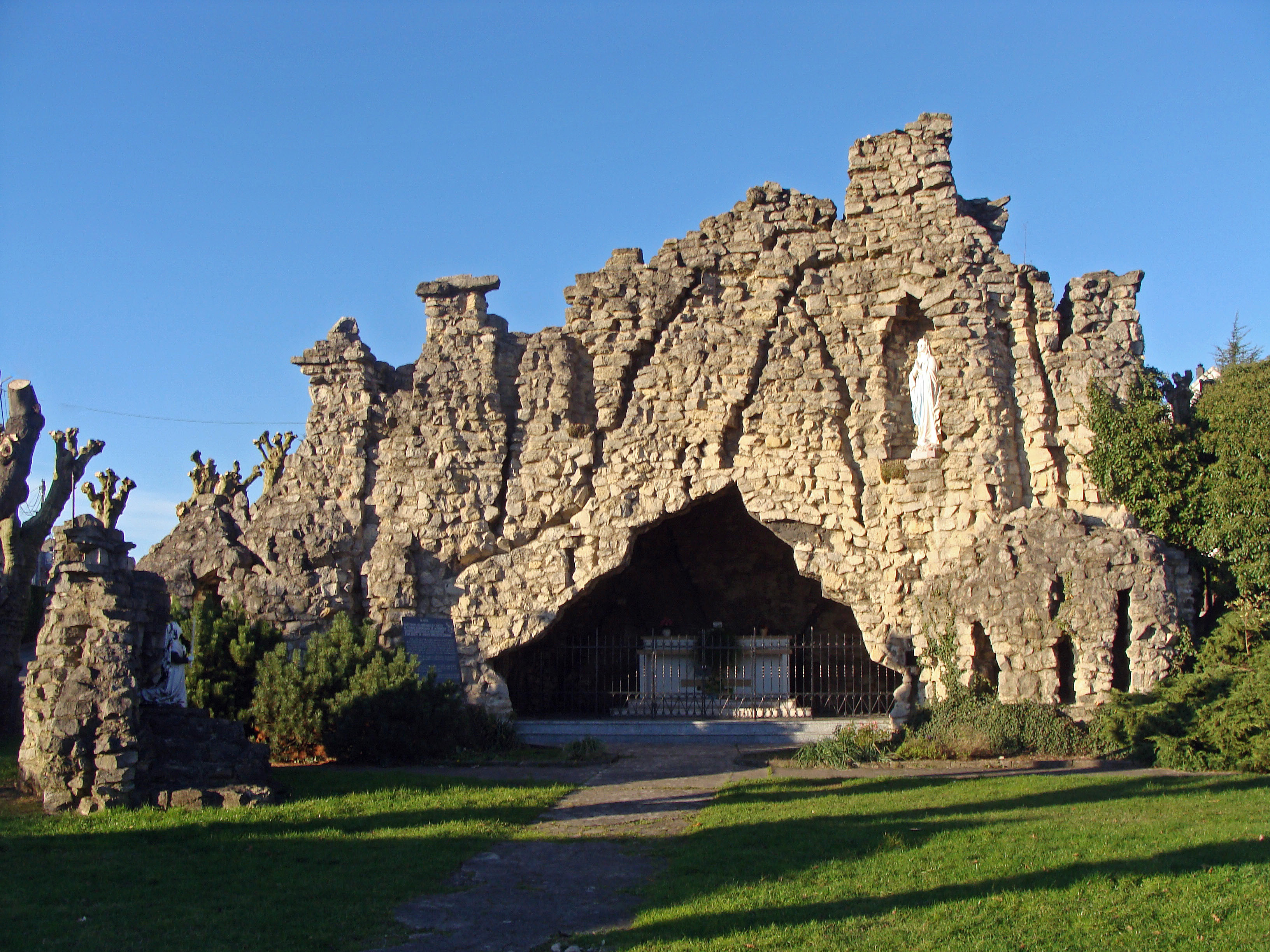
Grotta di Lourdes di L'Hôpital